# Agelaioides badius
El tordo músico (Agelaioides badius), también llamado tordo bayo o simplemente músico, es una especie de ave paseriforme de la familia Icteridae propia de América del Sur. En la actualidad se clasifica en el género Agelaioides, pero tradicionalmente se la había colocado en el género Molothrus. Se encuentra en la mitad norte de Argentina, Bolivia, Uruguay, el sur de Paraguay y centro de Brasil, con registros, posiblemente fruto de escapes de aves de jaula, en la zona central de Chile.

## Descripción y comportamiento
Tiene una longitud total de aproximadamente 18 cm. En general es de color ceniza marrón con un negro contrastante y alas rojizas.
Es un ave social y suele reunirse en pequeños grupos. A diferencia del «verdadero» tordo del género Molothrus, esta especie no parasita nidos. En cambio, el tordo de pico corto parasita nidos del tordo músico y mientras los tordos de pico corto adultos son en general negruzcos, los tordos de pico corto jóvenes se parecen mucho al tordo músico.

## Hábitat y estado de conservación
Se encuentra en una amplia gama de hábitats semiabiertos, incluyendo matorrales y bosques. Por lo general es bastante común, por lo tanto BirdLife International y la UICN lo consideran de menor preocupación.

## Galería

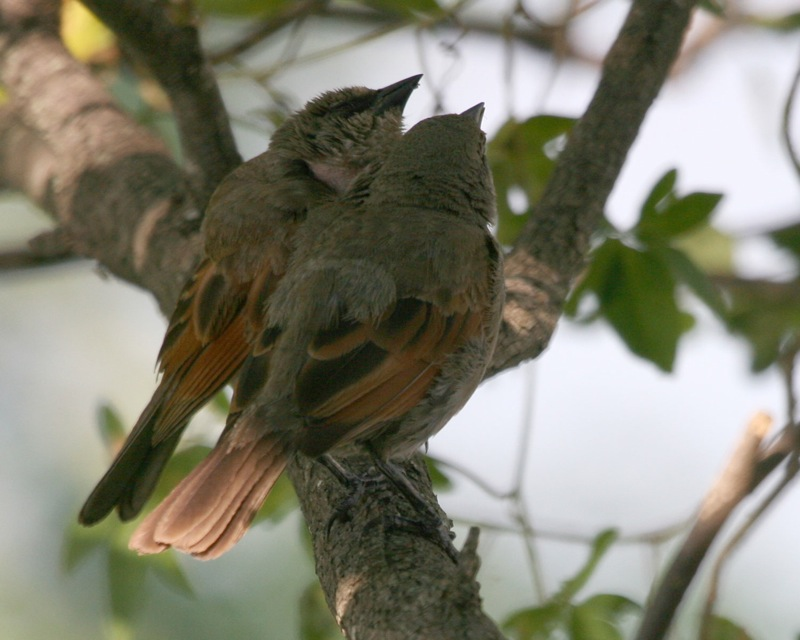
Una pareja de músicos en Buenos Aires
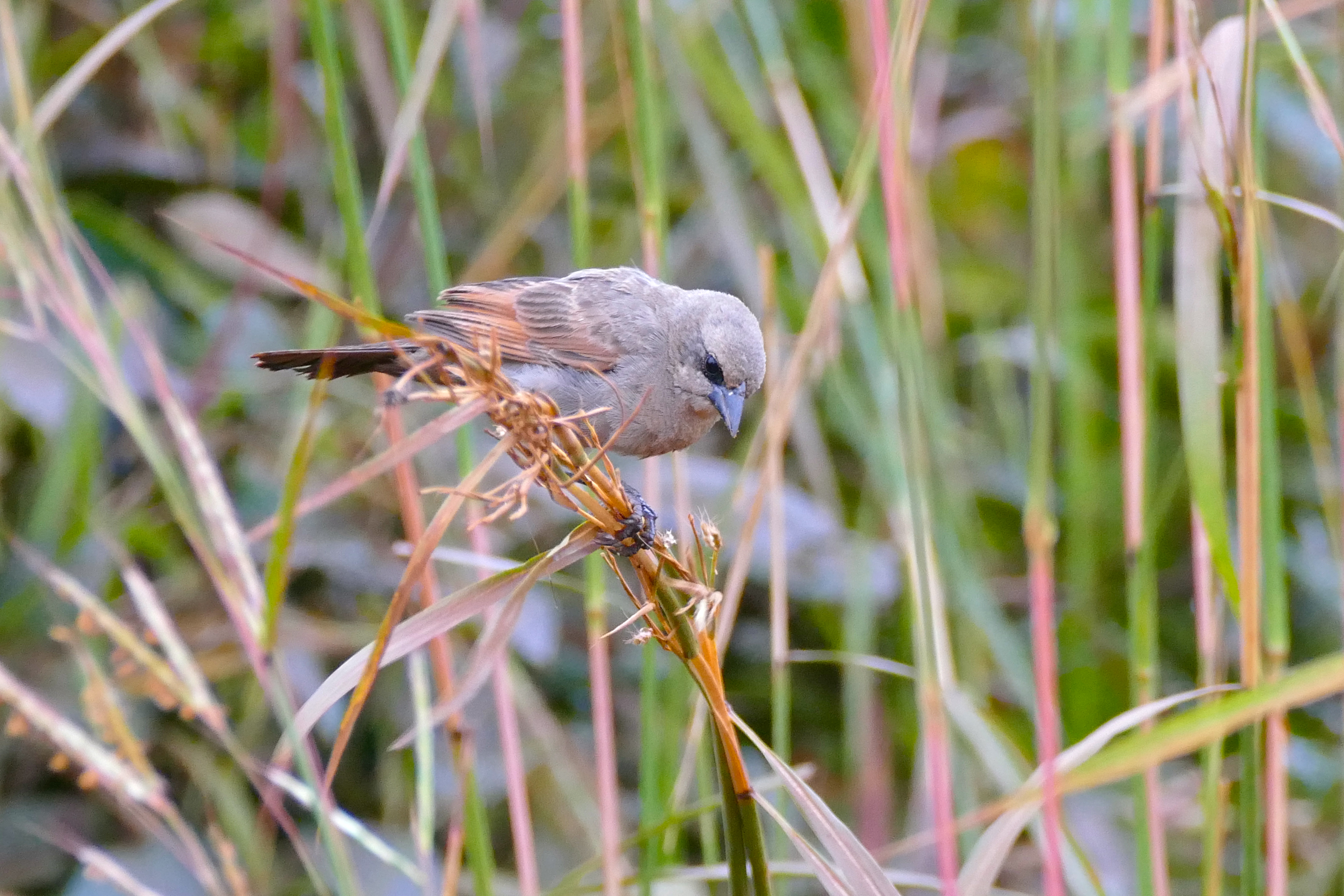
Un músico en el Gran Pantanal de Brasil
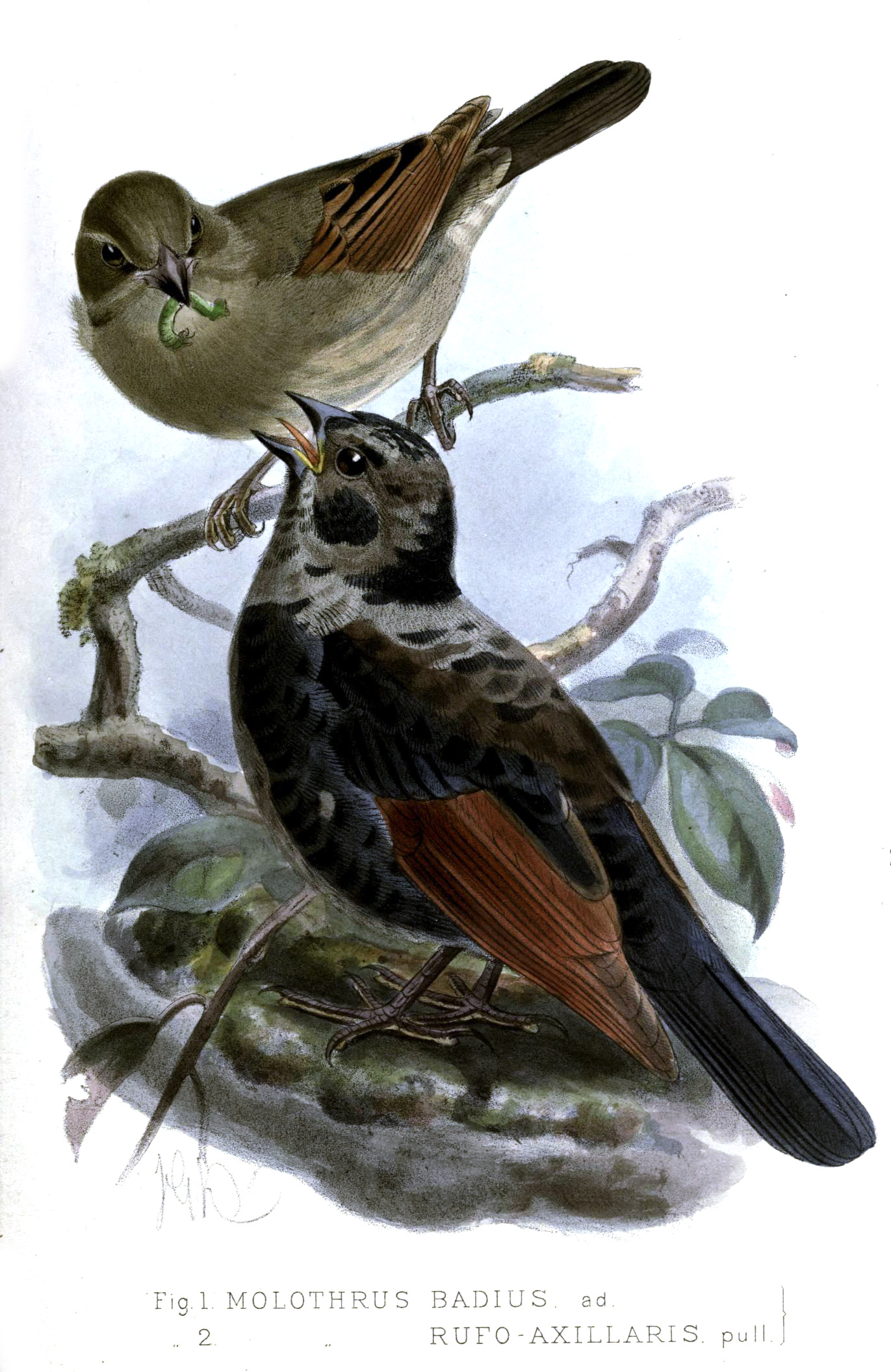
Ilustración de un músico junto a un mirlo de pico corto (J.G. Keulemans)